# Mika Zibanejad

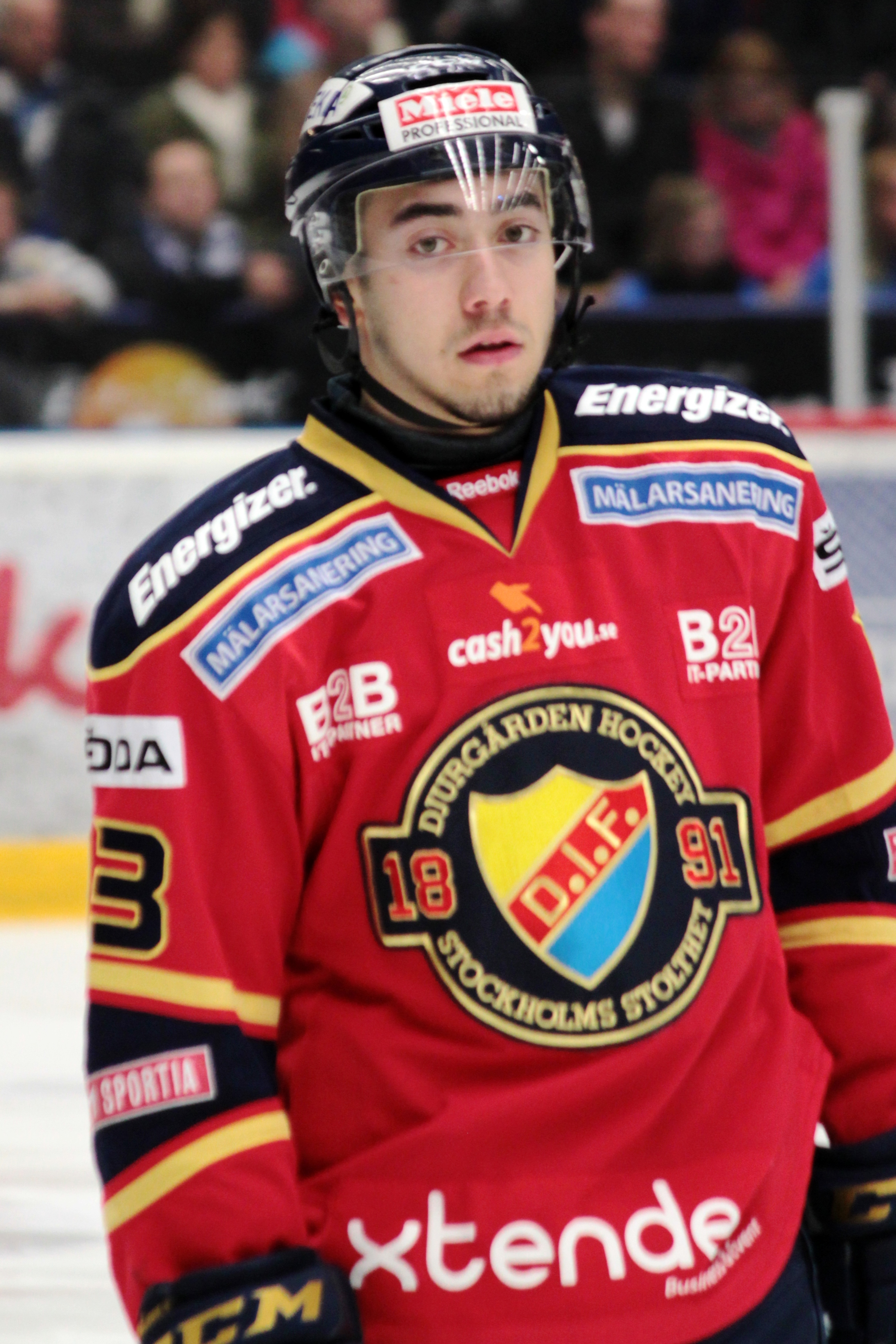
Zibanejad med Djurgårdens IF 2012.

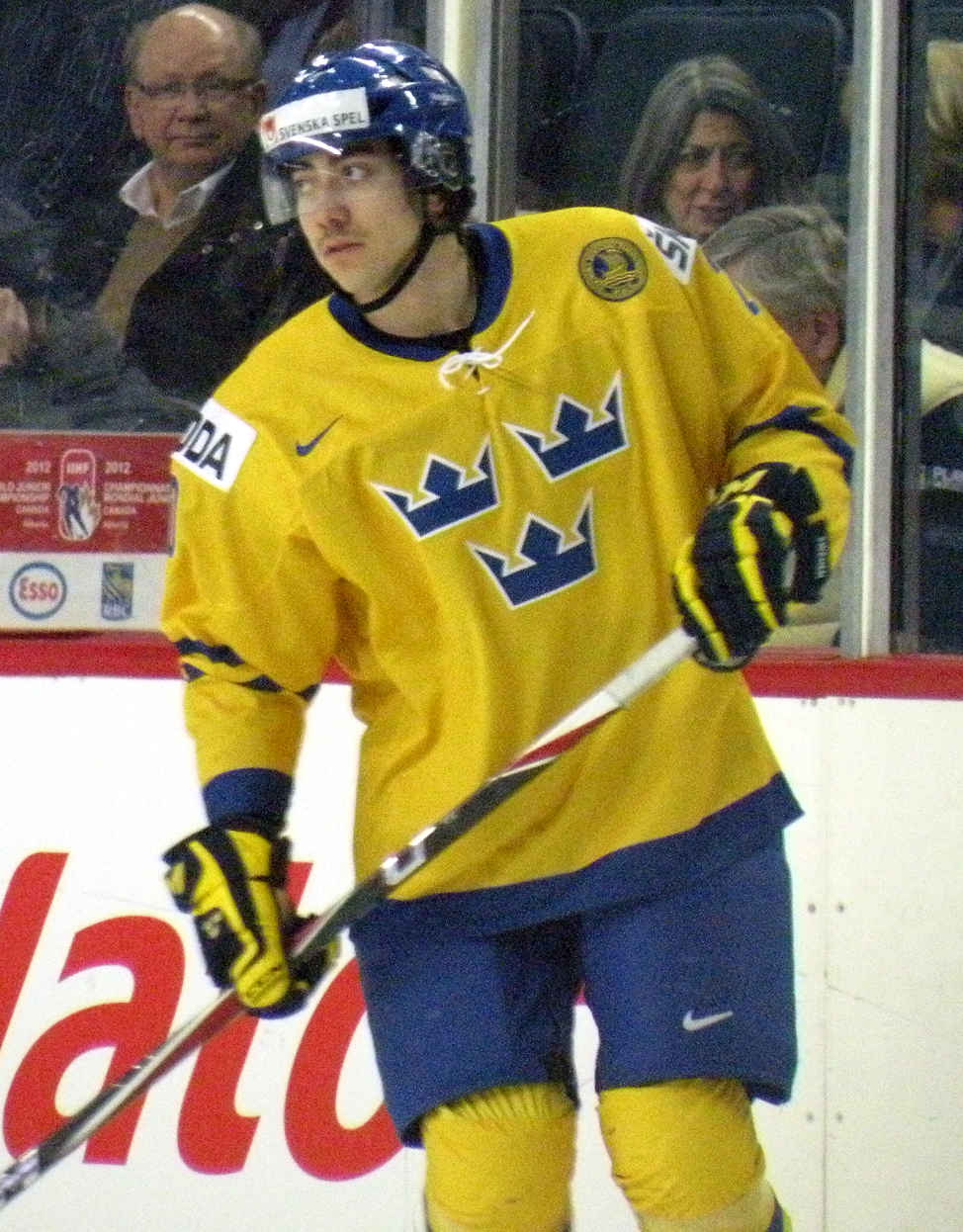
Zibanejad med juniorlandslaget 2012.

Mika Zibanejad, född 18 april 1993 i Huddinge, Stockholms län, är en svensk ishockeyspelare som spelar för NHL-klubben New York Rangers och för svenska landslaget.

## Biografi
Zibanejad, som har iransk-finsk bakgrund,  började spela ishockey i Mälarhöjden/Bredäng innan han bytte till Hammarby IF och sedan till AIK:s ungdomsorganisation, där han spelade juniorhockey. Han flyttade till Djurgårdens IF  inför säsongen 2009–10 för att spela i Djurgårdens J18- och J20-lag. Zibanejad gjorde sin elitseriedebut med Djurgårdens IF den 7 december 2010 mot Luleå HF, och han gjorde sitt första elitseriemål den 15 januari 2011 på målvakten Tuomas Tarkki i MoDo Hockey.
Zibanejad blev draftad i den sjätte rundan av 2010 års KHL-juniordraft av Lokomotiv Yaroslavl, som nummer 129 totalt. Den 7 februari 2011 skrev han på ett två-årskontrakt med Djurgårdens IF. Han draftades som nummer sex i första rundan i NHL Entry Draft 2011 av Ottawa Senators. Zibanejad vann den 6 januari 2012 guld med Sverige i JVM 2012 där han avgjorde finalen mot Ryssland i förlängningen. Väl i NHL blev Zibanejad en av alla tiders yngsta svenskar att göra mål.
I en match mot Calgary Flames den 28 februari 2016 nådde Zibanejad ytterligare en milstolpe genom att göra det snabbaste hattricket någonsin (två minuter och 38 sekunder) för sin klubb Ottawa Senators.
Den 18 juli 2016 byttes Zibanejad bort från Ottawa Senators, tillsammans med ett draftval i andra rundan av 2018 års NHL-draft, till New York Rangers i utbyte mot Derick Brassard och ett draftval i sjunde rundan av 2018 års draft.
Den 20 maj 2018 vann Zibanejad VM i Danmark med Tre Kronor. Det var hans första medalj för landslaget på seniornivå.
Den 5 mars 2020 blev Zibanejad den femte svensken någonsin att göra 5 mål i en och samma NHL-match när New York Rangers besegrade Washington Capitals med 6-5. De fyra svenskar som tidigare lyckats med den sällsynta bedriften är Willy Lindström (1982), Bengt-Åke Gustafsson (1984), Mats Sundin (1992) och Johan Franzén (2011).
Zibanejad var gästexpert i Sveriges Televisions sändningar från VM 2019.

### Privatliv
Zibanejad växte upp i Huddinge. Hans far, Mehrdad, är från Iran och hans mor, Ritva, är från Paldamo, Finland. Mehrdad, en kristen, lämnade Iran 1983 på grund av religiös förföljelse efter två års obligatorisk militärtjänst i Iran–Irakkriget. Zibanejad talar flytande engelska, persiska, finska och svenska. Mikas äldre halvbror (samma mor), Monir Kalgoum, har också spelat för lag i flera europeiska ishockeyligor på lägre nivå, främst Huddinge IK och AIK IF i svenska HockeyAllsvenskan och Milton Keynes Lightning i Storbritannien.
I gymnasiet lärde Zibanejad känna sin fru, förra elitfotbollsspelaren, TV-experten Irma Helin. De lärde känna varandra på gymnasiet och hade ett löst förhållande. De bibehöll en nära relation efter att han börjat spela i Nordamerika, och annonserade att de var ett par strax innan hon avslutade sin karriär. De gifte sig i slutet av augusti 2021 
Zibanejad är även diskjockey och musikproducent och gav 2020 ut singeln By My Side tillsammans med Hot Shade på DF Records.
Zibanejad blev 2019 delägare i hamburgerkedjan Brödernas.

## Statistik

### Klubbkarriär
| 2009–10    | Djurgårdens IF      | J20        | 14  | 2   | 2   | 4   | 4   | —  | — | —  | —  | — |
| 2010–11    | Djurgårdens IF      | J20        | 27  | 12  | 9   | 21  | 12  | 3  | 1 | 2  | 3  | 0 |
| 2010–11    | Djurgårdens IF      | SEL        | 26  | 5   | 4   | 9   | 2   | 7  | 1 | 1  | 2  | 2 |
| 2011–12    | Djurgårdens IF      | SEL        | 26  | 5   | 8   | 13  | 4   | —  | — | —  | —  | — |
| 2011–12    | Ottawa Senators     | NHL        | 9   | 0   | 1   | 1   | 2   | —  | — | —  | —  | — |
| 2012–13    | Binghamton Senators | AHL        | 23  | 4   | 7   | 11  | 10  | —  | — | —  | —  | — |
| 2012–13    | Ottawa Senators     | NHL        | 42  | 7   | 13  | 20  | 6   | 10 | 1 | 3  | 4  | 0 |
| 2013–14    | Binghamton Senators | AHL        | 6   | 2   | 5   | 7   | 2   | —  | — | —  | —  | — |
| 2013–14    | Ottawa Senators     | NHL        | 69  | 16  | 17  | 33  | 18  | —  | — | —  | —  | — |
| 2014–15    | Ottawa Senators     | NHL        | 80  | 20  | 26  | 46  | 20  | 6  | 1 | 3  | 4  | 0 |
| 2015–16    | Ottawa Senators     | NHL        | 81  | 21  | 30  | 51  | 18  | —  | — | —  | —  | — |
| 2016–17    | New York Rangers    | NHL        | 56  | 14  | 23  | 37  | 16  | 12 | 2 | 7  | 9  | 0 |
| 2017–18    | New York Rangers    | NHL        | 72  | 27  | 20  | 47  | 14  | —  | — | —  | —  | — |
| 2018–19    | New York Rangers    | NHL        | 82  | 30  | 44  | 74  | 47  | —  | — | —  | —  | — |
| 2019–20    | New York Rangers    | NHL        | 57  | 41  | 34  | 75  | 14  | 3  | 1 | 1  | 2  | 0 |
| NHL totalt | NHL totalt          | NHL totalt | 548 | 176 | 208 | 384 | 155 | 31 | 5 | 14 | 19 | 0 |

### Internationellt
| År            | Lag           | Turnering     | Resultat      |    | Matcher | Mål | Assists | Poäng | Utv. |
| ------------- | ------------- | ------------- | ------------- | -- | ------- | --- | ------- | ----- | ---- |
| 2010          | Sverige       | U17           | Brons         | 6  | 5       | 4   | 9       | 4     |      |
| 2011          | Sweden        | JVM U18       | Silver        | 6  | 4       | 4   | 8       | 2     |      |
| 2012          | Sverige       | JVM           | Guld          | 6  | 4       | 1   | 5       | 2     |      |
| 2018          | Sverige       | VM            | Guld          | 10 | 6       | 5   | 11      | 0     |      |
| Junior totalt | Junior totalt | Junior totalt | Junior totalt | 18 | 13      | 9   | 22      | 8     |      |
| Senior totalt | Senior totalt | Senior totalt | Senior totalt | 10 | 6       | 5   | 11      | 0     |      |

## Meriter
- JVM-guld 2012
- VM-guld 2018